# ميلياه كاتو
ميلياه كاتو (باليابانية: 加藤ミリヤ) و (باليابانية: 加藤 美穂) هي مغنية بوب يابانية ولدت في يوم 22 يونيو 1988 في مدينة تويوتا في
اليابان.

## روابط خارجية
- ميلياه كاتو على موقع IMDb (الإنجليزية)
- ميلياه كاتو على موقع ميوزك برينز (الإنجليزية)
- ميلياه كاتو على موقع أول ميوزيك (الإنجليزية)
- ميلياه كاتو على موقع ديسكوغز (الإنجليزية)
- ميلياه كاتو على موقع ANN person (الإنجليزية)